# Milton Ziller
Milton Luiz Ziller Júnior (11 de maio de 1952 - 23 de agosto de 2019), mais conhecido como Miltinho, foi um treinador brasileiro de futsal.

## Biografia
Nascido em Guarulhos em 11 de maio de 1952, Miltinho iniciou sua carreira como treinador na equipe da AD Wimpro em 1987, após concluir a faculdade de educação física e encerrar uma breve carreira como atleta.
O auge de sua carreira como treinador foi no comando da equipe mineira do Atlético Mineiro entre os anos de 1996 e 2000, quando conquistou a Liga Futsal nos anos de 1997 e Liga Futsal de 1999, bem como a Copa Intercontinental de Futsal de 1998.
Na sequência, Miltinho também foi campeão da Taça Brasil de Futsal em 2002, quando comandava a equipe do Minas. Além destas equipes, foi treinador dos clubes Banespa, Ulbra, Praia Clube, Corinthians, Gazprom-Ugra (Rússia) e da Seleção Azeri de Futsal, com a qual disputou a Copa do Mundo de Futsal FIFA de 2016. Enquanto treinador do Corinthians, Miltinho foi campeão da Liga Paulista de Futsal em 2013.
Seu último clube na carreira foi a Associação Marauense de Futsal (AMF), de Marau. Faleceu no dia 23 de agosto de 2019, aos 57 anos, na cidade de Passo Fundo, Rio Grande do Sul, vítima de um acidente vascular cerebral.